# Assedio di Calais (1436)
L'assedio di Calais, avvenuto tra giugno e luglio del 1436 nel contesto dell'ultima fase della  guerra dei cent'anni, fu un fallito assedio all'avamposto inglese di Calais, perpetrato da Filippo il Buono, Duca di Borgogna coadiuvato da milizia fiamminga.